# Polizeivollzugsbeamter

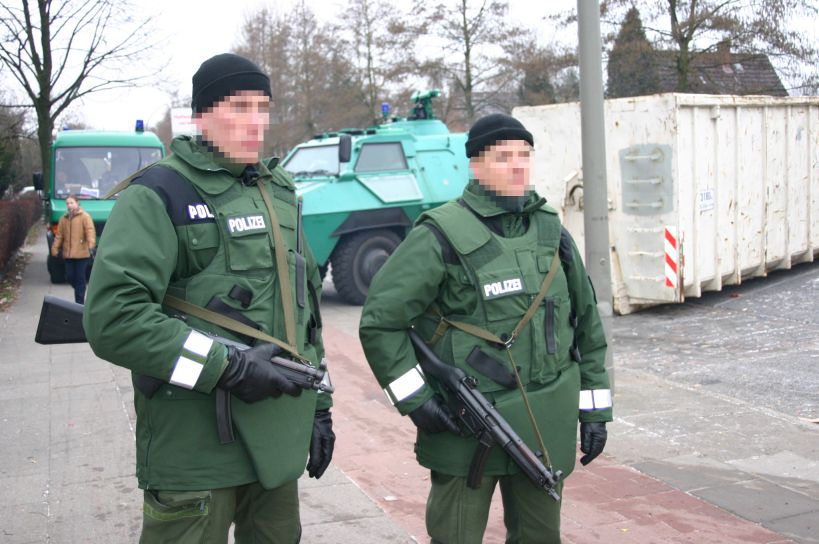
PVB der Hamburger Polizei mit Maschinenpistole HK MP5

Polizeivollzugsbeamte (Abkürzung PVB) sind in Deutschland die mit dem Vollzugsdienst der Polizeien (Polizeivollzugsdienst, PVD) betrauten Polizeibeamten im öffentlichen Dienst des Bundes oder der Länder und zählen zu den Vollzugsbeamten.
Diese Berufsbeamten sind mehrheitlich uniformiert; eine von mehreren Ausnahmen bildet die Kriminalpolizei.
Polizeivollzugsbeamte werden durch Angestellte und Verwaltungsbeamte, beispielsweise andere Polizeibeamte, Politessen, Dolmetscher und Techniker, unterstützt.
In manchen Ländern werden die PVB auch vom Freiwilligen Polizeidienst (Baden-Württemberg, Bayern, Hessen, Sachsen) oder von der Wachpolizei (Berlin und Hessen) unterstützt.

## Laufbahnen
PVB arbeiten auf Länder- (Landespolizei) oder auf Bundesebene (Bundespolizei, Bundeskriminalamt und Polizei beim Deutschen Bundestag).
In Deutschland arbeiten etwa 256.300 Polizeivollzugsbeamte (Stand September 2018). Es existieren die Laufbahnen des mittleren (mPVD), gehobenen (gPVD) und höheren Polizeivollzugsdienstes (hPVD).
Ebenfalls zur Laufbahn des höheren Dienstes gehören die Präsidenten und Inspekteure der Polizei auf Landesebene, der Inspekteur der Bereitschaftspolizeien der Länder, die Präsidenten und Vizepräsidenten der Bundespolizeidirektionen und der Bundespolizeiakademie, die Direktoren der Bundespolizei (im Bundespolizeipräsidium) und der Präsident des Bundespolizeipräsidiums auf Bundesebene. Diese Ämter werden jedoch nicht regelmäßig durchlaufen. In einigen Ländern handelt es sich dabei auch um politische Beamte.
Bis in die 1960er Jahre (in manchen Ländern auch länger) gab es noch die Laufbahn des einfachen Dienstes, der auch den Hauptanteil ausmachte. Heute ist der mittlere und der gehobene Dienst dominant. In fast allen Ländern überwiegt der gehobene Dienst, mit Ausnahme der Länder Baden-Württemberg und Bayern sowie der neuen Länder. In Bayern gibt es bei der Kriminalpolizei aber fast nur Beamte des gehobenen Dienstes.
Manche Länder (zum Beispiel Hessen und Nordrhein-Westfalen) haben den mittleren Dienst bereits abgeschafft, da nach den Begründungen zu den entsprechenden Änderungsgesetzen das komplexe Aufgabenspektrum den Anforderungen des PVB im mittleren Dienst nicht mehr gerecht wird. Diese Beamtenlaufbahn wird dort durch Versetzungen in den Ruhestand bzw. Beförderungen in den Gehobenen Dienst erlöschen.
In Berlin und Hessen gibt es eine Wachpolizei. Diese besteht aus uniformierten Angestellten, die über eine polizeiliche Kurzausbildung verfügen. In Berlin ist die amtliche Bezeichnung Zentraler Objektschutz Berlin, die die frühere Bezeichnung „Wachpolizei“ abgelöst hat. Sachsen hat die Wachpolizei am Ende des Jahres 2020 wieder abgeschafft.
In Baden-Württemberg und Bayern gibt es eine Sonderlaufbahn für Wirtschaftskriminalisten im gehobenen Dienst, die sich mit der Aufklärung von Wirtschaftsstraftaten befassen. Weiterhin gibt es in Bayern dies auch für die Laufbahn des Internetkriminalisten. Voraussetzung für diese Laufbahn ist ein einschlägiges Fachhochschul- oder Berufsakademiestudium und eine mindestens dreijährige Berufserfahrung. Anstelle der Berufstätigkeit kann alternativ auch die Abschlussprüfung für den mittleren Polizeivollzugsdienst nachgewiesen werden. Die Anwärter erhalten eine zusätzliche Einweisung und werden als Kriminalkommissar eingestellt. In die Laufbahn darf nur bis zum 31. Dezember 2013 eingestellt werden. Die Wechselmöglichkeiten in andere Tätigkeiten des Polizeivollzugsdienstes ist nur nach Anerkennung der allgemeinen Laufbahnbefähigung durch das Innenministerium je nach Eignung des Beamten möglich.
In Berlin existiert neben der normalen Laufbahn der Kriminalpolizei die gesonderte Laufbahn des Gewerbeaußendienstes (Laufbahnen im gehobenen und höheren Dienst). Im gehobenen Dienst sind besondere Amtsbezeichnungen vorgesehen (Zusatz „Gewerbe-“ anstelle von „Kriminal-“ bei den Amtsbezeichnungen, z. B. Gewerbekommissar). Im höheren Dienst werden die Amtsbezeichnungen des höheren Kriminaldienstes (z. B. Kriminalrat) verwendet.
Die Amtsbezeichnungen der Polizeibeamten in den deutschen Ländern:
| Schutzpolizei                                | Kriminalpolizei |
| -------------------------------------------- | --- |
| Vorbereitungsdienst                          | |
| Polizeimeisteranwärter (PMA)                 | Der mit dem PMA vergleichbare Rang ist gegenwärtig bei der Kriminalpolizei nicht mehr vorzufinden, da hier die Ausbildung nur noch im gehobenen Dienst stattfindet. |
| Polizeikommissar-Anwärter (PKA bzw. PKAnw.)  | Kriminalkommissar-Anwärter (KKA) (in einigen Ländern erfolgt die Ausbildung getrennt, in anderen nur bei der Schutzpolizei)                                         |
| mittlerer Dienst                             | |
| Polizeimeister (PM)                          | Kriminalmeister (KM) |
| Polizeiobermeister (POM)                     | Kriminalobermeister (KOM) |
| Polizeihauptmeister (PHM)                    | Kriminalhauptmeister (KHM) |
| Polizeihauptmeister mit AZ (PHMmZ)           | / |
| gehobener Dienst                             | |
| Polizeikommissar (PK)                        | Kriminalkommissar (KK) |
| Polizeioberkommissar (POK)                   | Kriminaloberkommissar (KOK) |
| Polizeihauptkommissar (PHK)                  | Kriminalhauptkommissar (KHK) |
| Erster Polizeihauptkommissar (EPHK)          | Erster Kriminalhauptkommissar (EKHK) |
| Erster Polizeihauptkommissar mit AZ (EPHKmZ) | / |
| höherer Dienst                               | |
| Polizeirat (PR)                              | Kriminalrat (KR) |
| Polizeioberrat (POR)                         | Kriminaloberrat (KOR) |
| Polizeidirektor (PD)                         | Kriminaldirektor (KD) |
| Leitender Polizeidirektor (LPD)              | Leitender Kriminaldirektor (LKD) |

Im höheren Dienst gibt es noch weitere Amtsbezeichnungen für Führungspositionen, z. B. Inspekteur der Polizei:
- in Berlin nach dem Leitenden Polizeidirektor „Direktor beim Präsidenten“ und „Erster Direktor beim Präsidenten“
- in Baden-Württemberg, Hessen, Niedersachsen und Sachsen auch Polizeipräsident (in Baden-Württemberg mit der Unterscheidung als Leiter eines Polizeipräsidiums oder als Leiter des Polizeireferats im Regierungspräsidium bzw. als Leiter des Polizeipräsidiums Stuttgart)
- in Baden-Württemberg den Landeskriminaldirektor, der aber dem Landespolizeipräsidenten unterstellt und dem Inspekteur der Polizei gleichgestellt ist

Farbe der Mützenbänder:
- Mittlerer Dienst: grün bzw. blau
- Gehobener Dienst: silber
- Höherer Dienst: gold

Die Beamten im mittleren und gehobenen Dienst sind in allen Ländern, die des höheren Dienstes in manchen Ländern in der Regel nur bis zum Leitenden Polizei-/ Kriminaldirektor (z. B. Baden-Württemberg, dort auch nur, wenn sie nicht Leiter einer Behörde sind) Ermittlungspersonen der Staatsanwaltschaft.
Polizeibeamte werden während der Ausbildung/des Studiums zu Beamten auf Widerruf ernannt. Nach der erfolgreich absolvierten Laufbahnausbildung werden sie in der Regel zum Beamten auf Probe ernannt. Die Probezeit beträgt minimal zwei Jahre. Danach werden Polizeibeamte Beamte auf Lebenszeit.
Ebenfalls zu den oben angegebenen Polizeien der Länder gehören Landeskriminalämter, die ebenfalls den jeweiligen Innenministerien unterstehen, aber eigene Behörden darstellen.

## Dienstgebiet

### Polizeien der Länder
Das Dienstgebiet der PVB einer Landespolizei ist auf das Land beschränkt und dort in der Regel auch auf ihren Dienstbereich (in Baden-Württemberg ist der Dienstbezirk des Polizeivollzugsdienstes das Land). Bei Gefahr in Verzug sind sie jedoch berechtigt auch außerhalb ihres Dienstbezirkes im gleichen Land tätig zu werden. In anderen Ländern werden sie tätig, wenn sie hierzu aufgrund eines Staatsvertrages zwischen den Ländern berechtigt sind, die Landesregierung Unterstützung anfordert oder im Notstands- oder Verteidigungsfall.

### Polizeien des Bundes
PVB des Bundes sind im gesamten Bundesgebiet tätig (vgl. Bundespolizeigesetz (BPolG)). Beamte des Bundeskriminalamtes dürfen jedoch nur aufgrund von Beauftragung durch die Staatsanwaltschaft oder die Landespolizei tätig werden, wenn Außenwirkung entsteht.
Beamte der Bundespolizei dürfen nur in ihren Aufgabenbereichen, außerhalb dieses Bereiches nur auf Anforderung durch die Landesregierung oder im Notstands- oder Verteidigungsfall tätig werden. Beamte der Polizei beim Deutschen Bundestag dürfen nur auf dem Gelände des Bundestages tätig werden. Bei Gefahr im Verzug dürfen jedoch auch alle PVB des Bundes außerhalb ihres eigentlichen Bereiches tätig werden.
PVB des gehobenen Dienstes des BKA mit Fremdsprachenkenntnissen sind zudem als Verbindungsbeamte im Ausland. Das BKA entsendet auch Polizeivollzugsbeamte zur Identifizierung von toten Deutschen ins Ausland.

### Ausländische Polizeibeamte
Ausländische Polizeibeamte dürfen in Deutschland nur tätig werden, wenn sie von der zuständigen Landesbehörde hierzu ermächtigt wurden. Einige Länder (zum Beispiel Nordrhein-Westfalen und Sachsen) haben aber für den grenznahen Bereich Staatsverträge abgeschlossen, die die Rechte der Beamten im jeweiligen auswärtigen Staat regeln. Damit soll besonders die Nacheile erleichtert werden.

### Ausland
Eine Besonderheit und ein Novum sind Auslandseinsätze der deutschen Polizei im Rahmen der Vereinten Nationen (UN). Ferner dürfen PVB in der Schweiz und in Frankreich aufgrund völkerrechtlicher Verträge unter bestimmten Umständen tätig werden, ebenso die PVB der genannten Länder in Deutschland (vgl. Nacheile).

## Geschichte

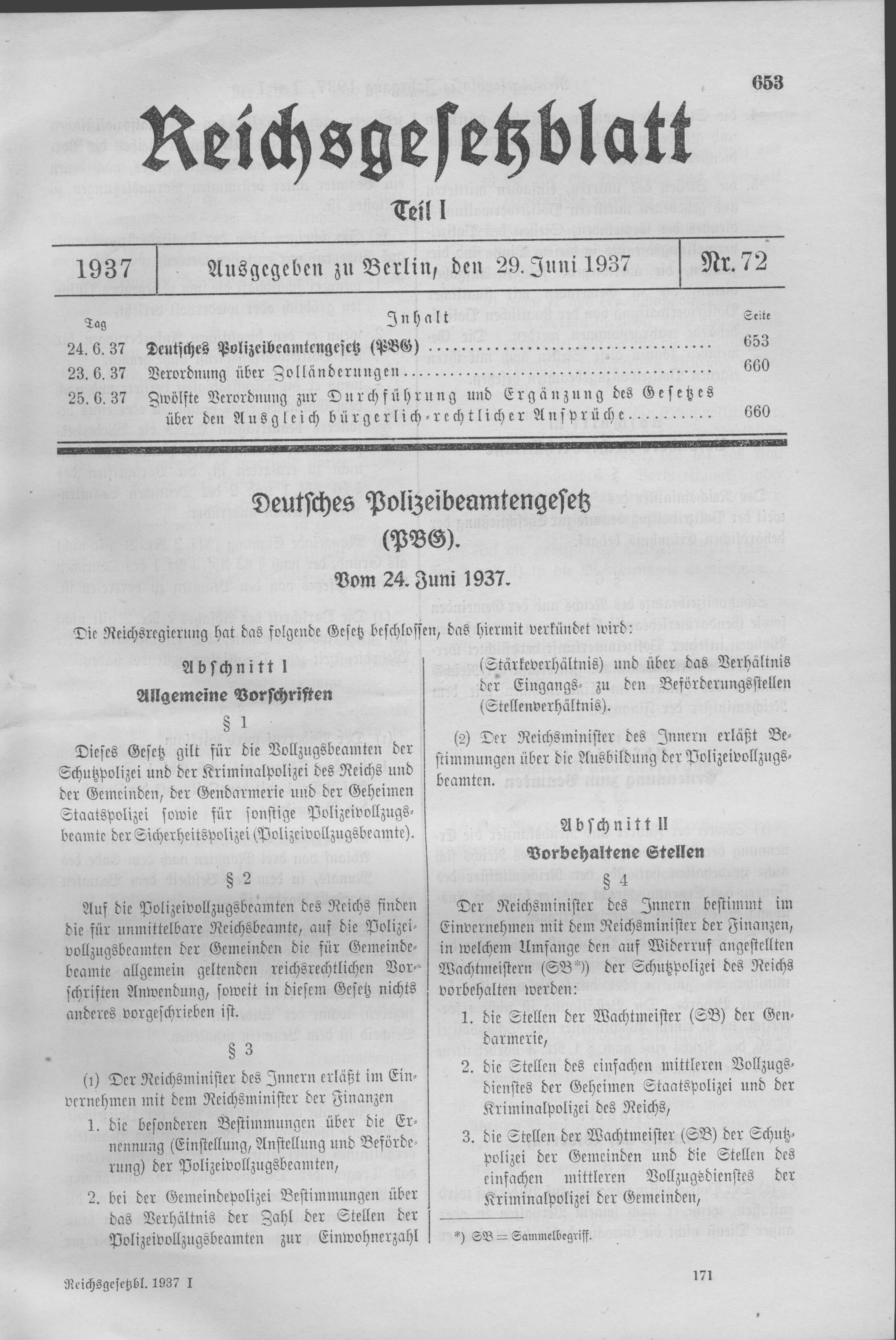
Deutsches Polizeibeamtengesetz (PBG) vom 24. Juni 1937

Bis teilweise in das 20. Jahrhundert übte das Militär die Exekutivgewalt aus bzw. unterstützte zumindest die Polizei in Form einer paramilitärischen Gendarmerie.
In Deutschland wurde in den 1920er Jahren das Reichskriminalpolizeiamt geschaffen. Es erwies sich jedoch aufgrund gesetzlicher Bestimmungen (die Länder mussten feststellen, dass der Einsatz des RKPA im gesamten Reichsgebiet notwendig war) bis zum Beginn der NS-Herrschaft als wenig effizient.
Während der Zeit des Nationalsozialismus wurde die Polizeistruktur völlig abgeändert. Unter der Leitung von Heinrich Himmler, ab 1936 'Reichsführer SS und Chef der Deutschen Polizei', wurde die Polizei zwangsweise zum Teil mit der SS zur Sicherheitspolizei verschmolzen, andere Polizeieinheiten wurden, ebenfalls per Erlass, Teil der neuen Ordnungspolizei, zu der später unter anderem auch die Feuerwehr gehörte.
Das RKPA wurde Teil des Reichssicherheitshauptamtes unter Leitung des berüchtigten Reinhard Heydrich (später: Ernst Kaltenbrunner), die Landespolizeien faktisch aufgelöst.
Nach dem Krieg wurden zunächst neue Landespolizeien gebildet. 1951 wurde der Bundesgrenzschutz (jetzt Bundespolizei) aus dem Bundespasskontrolldienst und das Bundeskriminalamt (BKA) geschaffen. Bereits 1949 wurde die Polizei beim Deutschen Bundestag aufgebaut.
Wie bei der Bundeswehr und den anderen o. a. Organisationen wurde das Personal – vor allem das Führungspersonal – aus Beamten rekrutiert, die auch unter den Nationalsozialisten gedient hatten. Die braunen Wurzeln bei der Nachkriegspolizei (übrigens auch in der DDR) waren schon damals bekannt und nicht zu vermeiden, da man kein anderes Fachpersonal bekommen konnte. Die nach dem Ende des Zweiten Weltkrieges geschaffenen Gemeinde- und Stadtpolizeien (hauptsächlich in der amerikanischen Zone) wurden erst in den 1970er Jahren verstaatlicht.
Es verblieben nur noch die Bundes- und die Länderpolizeien, die Ministerien auf der jeweiligen Ebene unterstellt waren.

## Aufgaben und Tätigkeiten (Ausübung)
PVB sind Repräsentanten des Staates und in besonderer Hinsicht Recht und Gesetz verpflichtet. Kernaufgabe ist die Wahrung der öffentlichen Sicherheit und Ordnung; Originäre Aufgabe ist die Gefahrenabwehr. Des Weiteren hat sie Verkehrsaufgaben wahrzunehmen (Verkehrsregelung, Verkehrsstatistik) und ist auf dem Gebiet der Strafverfolgung (repressives Handeln) tätig. Ferner obliegt dem PVB der Vollzug zugewiesener Aufgaben nach dem Gesetz über Ordnungswidrigkeiten (Verfolgung von Verkehrsordnungswidrigkeiten) sowie z. T. des Ortsrechtes. Die Repression sowie Tätigkeiten im Veranstaltungs- und Versammlungsbereich stellen das Hauptbetätigungsfeld der heutigen Polizei dar.
Die PVB im Streifendienst arbeiten Einsätze ab, z. T. werden sie auch bei eigenen Wahrnehmungen oder Mitteilungen von Passanten aktiv („Selbsteinsatz“). Die meisten PVB sind auch Ermittlungsperson der Staatsanwaltschaft. Ein weiterer Teilbereich der Aufgaben ist der Vollzug von Haftbefehlen (auch im Rahmen der Strafvollstreckung), Vornahme von Amtshilfen und Vollzugshilfen (z. B. Unterstützung von Gerichtsvollziehern, Abschiebung, Auskünfte aus verschiedenen Großdateien).
PVB sind im Dienst, wenn sie regulär Dienst leisten. Sie können sich auch eigeninitiativ in den Dienst versetzen (zu Folgen der Eigeninitiative siehe auch das Urteil des Amtsgerichts Stuttgart von 2005: Wenn ein Polizeibeamter Nachforschungen über eine Person aus dem privaten Umfeld anstellt und dabei feststellt, dass gegen diese Person ein Haftbefehl vorliegt, hat er gegen diese Person vorzugehen).
PVB benötigen aufgrund der dienstlichen Tätigkeit keine Waffenbesitzkarte, dies gilt auch außer Dienst.

## Tätigkeiten

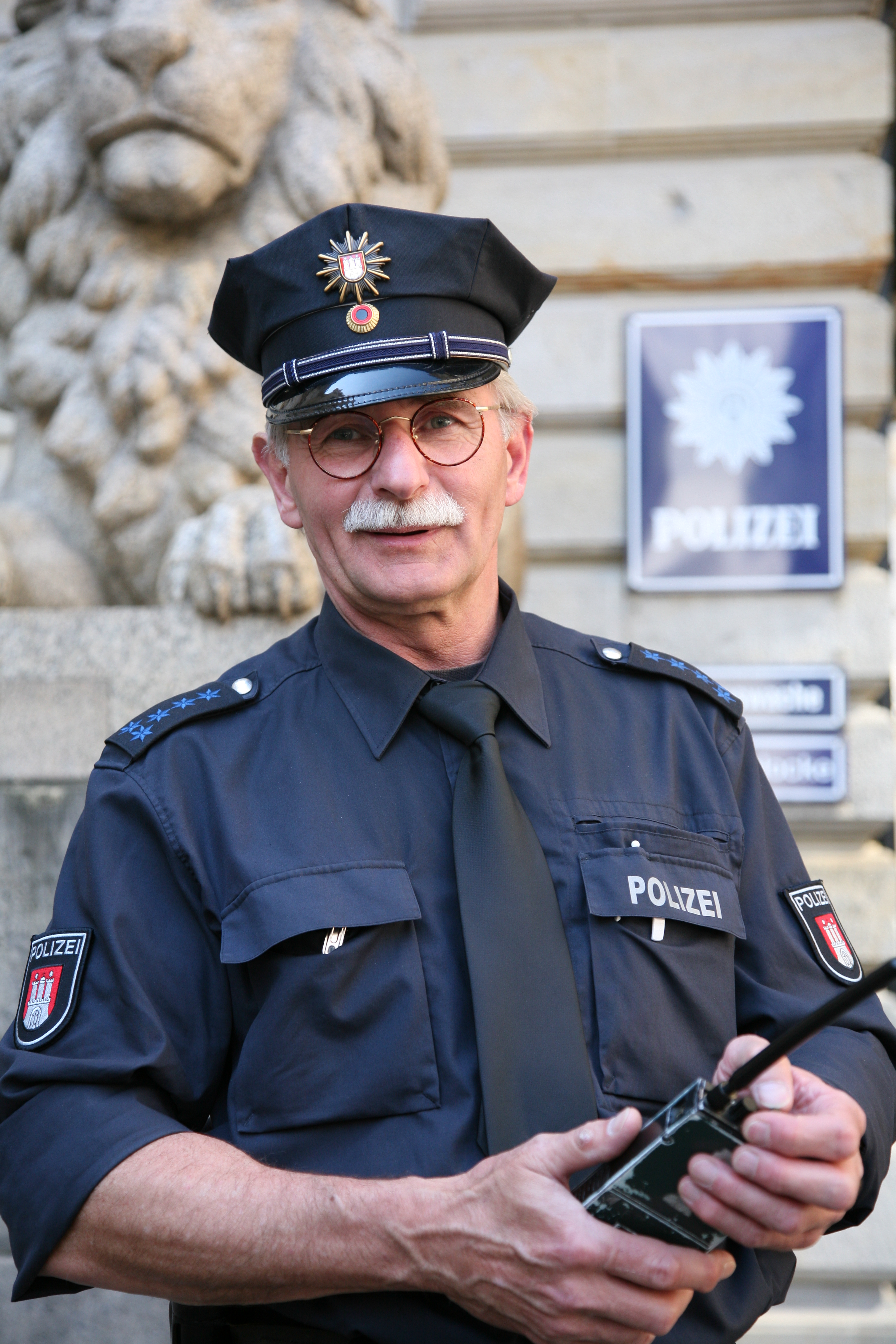
Polizeivollzugsbeamter im Einsatz vor dem Hamburger Rathaus

Die Tätigkeiten können je nach Polizei (Bundes- oder Landespolizei) oder Land abweichen:
- Polizeieinzeldienst
  - Wach- und Streifendienst
  - Objektschutz
  - Personenschutz
  - Gewerbeangelegenheiten
  - Kinder- und Jugendangelegenheiten
  - Kontaktbereichsbeamter (KOB)
  - Verkehrserziehung
  - Verkehrsüberwachung
  - Ermittlungen, Erhebungen
  - Organisation
  - Funktionen:
    - Dienstgruppenleiter (DGL)
    - Wachdienstführer (WDF)
    - Streifenführer
    - Einweisungsbeamter
- Geschlossene Verbände
  - Versammlungen
  - Veranstaltungen
  - Transportbegleitung
  - Staatsbesuche
  - Ausbildung
  - Geländedurchsuchungen
  - Einsatzhundertschaften
  - Großfahndungen
  - Spezialeinsatzkommando (SEK)
- Kriminaldienst
  - Ermittlungen in Strafsachen u. a.
  - Erkennungsdienst, z. B. Erkennungsdienstliche Behandlung, Spurensicherung
  - Staatsschutz
  - Mobiles Einsatzkommando (MEK)
  - Technik (z. B. Telefonüberwachung, Funktechnik)
- Sonstiges
  - Lagefortschreibung
  - Fahndung
  - Einsatzleitung
  - Fortbildung
  - Sanitätsdienst
  - Diensthundeführer
  - Dienstpferd
  - Polizeihubschrauberstaffel
  - Schiffe und Boote, Taucher
  - Musikkorps
  - örtlich, teilweise geographisch fixiert
  - zeitlich, (Wechsel-)Schichtdienst, Jourdienst, Bereitschaft

## Aufstiegsmöglichkeiten
- mPVD in den gPVD nach Befähigung und Auswahltest (mit und ohne Studium)
- gPVD in den hPVD nach Befähigung und Auswahltest (Assessment-Center)

Vor dem Aufstieg findet in der Regel eine Fortbildung statt.

## Bezüge, sonstige Leistungen
Die Bezüge richten sich nach der Bundesbesoldungsordnung A oder B.
Die Beamten erhalten eine Polizeizulage und Beihilfen bzw. freie Heilfürsorge. In manchen Ländern gibt es weitere Leistungen wie Bekleidungsgeld, Wechselschichtzulage, Gefährdungszulage (für den Auslandseinsatz oder den Dienst bei Sondereinheiten). Ferner erhalten einige eine jährliche Sonderzulage (Weihnachtsgeld) und Urlaubsgeld, wobei die Höhe je nach Dienstherr variiert oder entfällt.

### Heilfürsorge/Beihilfe
Manche Länder zahlen Beihilfe, manche gewähren freie Heilfürsorge. In einigen Ländern und bei der Bundespolizei können die Beamten zwischen den beiden Leistungen wählen. Bei der Beihilfe erhält der Beamte die Hälfte der Heilbehandlungskosten vom Dienstherrn erstattet, seine nicht versicherungspflichtigen Familienangehörigen erhalten einen größeren Prozentsatz. Seit Einführung der Versicherungspflicht im Jahr 2009 muss der Beamte (sowie seine Familienangehörigen) den Rest über eine private Krankenversicherung absichern. Bei Wahl einer gesetzlichen Krankenversicherung müsste der Beamte die vollständigen Versicherungskosten tragen, da die GKV keinen beihilfe-kompatiblen Tarif anbieten darf.
Bei der freien Heilfürsorge werden dem Beamten entweder alle Kosten erstattet oder er erhält Behandlungen durch den Polizeiärztlichen Dienst. Die Angehörigen erhalten die Heilbehandlungskosten.

## Ruhestand
Die Altersgrenze beträgt je nach Land 60 bis 65 Jahre. Die Altersgrenze ist im jeweiligen Landesbeamtengesetz geregelt. In Rheinland-Pfalz beträgt z. B. die Altersgrenze für den höheren Dienst 65 Jahre. Im Land Berlin ist die Altersgrenze für den mittleren Dienst 61 Jahre, für den gehobenen Dienst 62 Jahre und für den höheren Dienst 63 Jahre.

### Polizeidienstfähigkeit
Für den Vollzugsdienst – gleichbedeutend mit Außendienst – müssen die PVB polizeidienstfähig sein. Dieses Attribut kann aberkannt werden, wenn man die gesundheitlichen Voraussetzungen hierfür nicht mehr erbringen kann (PDU).

## Zugang

### Einstellung
Einstellungsvoraussetzungen:
- Staatsangehörigkeit eines EU-Landes (Ausnahmen bei dringendem dienstlichen Bedürfnis möglich)
- einwandfreier Leumund
- Besitz der Fahrerlaubnis Klasse B (in einigen Ländern reicht der Erwerb bis zum Ausbildungsende aus)
- Mindest-/Höchstalter 16½ / 36 Jahre (abhängig vom Land) (Ausnahmen bei mehrjähriger Dienstzeit bei der Bundeswehr möglich)
- Mindestkörpergröße, meistens 1,65 m (abhängig vom Land)
- Polizeidiensttauglichkeit
- geordnete wirtschaftliche Verhältnisse
- Sportlichkeit (bestandener Sporttest)

zusätzlich für den
- mPVD: Mittlere Reife oder Hauptschulabschluss und abgeschlossene Berufsausbildung
- gPVD: Fachhochschulreife oder Abitur
- hPVD: Hochschulabschluss (bevorzugt Rechtswissenschaft). Die Voraussetzungen variieren etwas von Land zu Land.

Die Bewerbung erfolgt schriftlich und meist formgebunden. In manchen Ländern ist sie mind. 1½ Jahre vor dem Einstellungstermin notwendig. Beim Auswahlverfahren ist ein schriftlicher Test (Logik, Gedächtnis, Deutsch) und ein Sporttest zu absolvieren. Den Tests schließt sich ein Gruppengespräch an. Diese Verfahren sind in jedem Land unterschiedlich und dauern bis zu drei Tage.
Für den Vorbereitungsdienst werden die Bewerber eingestellt und zu Beamten auf Widerruf ernannt (öffentlich-rechtliches Dienstverhältnis eingegangen). Sie haben die Dienstbezeichnung Polizeimeisteranwärter bzw. Polizeikommissaranwärter. Im höheren Dienst unterscheiden sich die Bezeichnungen je nach Dienstherr. Es gibt Polizeireferendare, Polizeiratanwärter, Regierungsreferendare und Regierungsratanwärter.
Während der Ausbildung erhalten die Anwärter/Referendare Anwärterbezüge.

### Ausbildung
Die Ausbildung bei der Polizei kann heute vor allem in den Laufbahnen mittlerer und gehobener Dienst absolviert werden. Allerdings werden in einigen Bundesländern inzwischen andere Laufbahnbezeichnungen verwendet. So entspricht zum Beispiel in Bayern die 2. Qualifikationsebene dem mittleren Dienst. Ein Direkteinstieg in die Kriminalpolizei ist nur beim Bundeskriminalamt sowie in den Ländern Berlin, Hamburg, Hessen und Schleswig-Holstein (gPVD) möglich.

#### Landespolizeien
Die Ausbildung für den mPVD erfolgt entweder bei der Bereitschaftspolizei oder an Landespolizeischulen. Die Ausbildung dauert zwischen 2½ und 3½ Jahren. Sie schließt mit der Laufbahnprüfung (schriftlich, mündlich, praktisch) ab.
Die Ausbildung des gPVD erfolgt an Fachhochschulen für die öffentliche Verwaltung oder an speziellen Polizeifachhochschulen (Baden-Württemberg, Brandenburg, Sachsen-Anhalt). Daneben gibt es Praktika bei Polizeirevieren oder Verbänden. Das Studium dauert inklusive Praktika drei Jahre. Es schließt mit einer Laufbahnprüfung ab. Absolventen wird der akademische Grad Dipl.-Verwaltungswirt (FH) Fachrichtung Polizei verliehen.
Die Ausbildung des hPVD findet aufgrund eines Staatsvertrages für alle Länder an der Deutschen Hochschule der Polizei in Münster statt. Sie dauert zwei Jahre. Es sind ebenfalls Praktika zu absolvieren; Die Ausbildung schließt mit einer Laufbahnprüfung ab.

#### Bundespolizei
Die Ausbildung findet an den Aus- und Fortbildungszentren der Bundespolizei; an der Bundespolizeiakademie Lübeck, für den gehobenen Dienst an der Fachhochschule des Bundes und für den höheren Dienst unter anderem an der Hochschule der Polizei (DHPol) in Münster statt.

#### Bundeskriminalamt
Das Bundeskriminalamt bildet für den gehobenen Dienst im Grundstudium (6 Monate) an der Fachhochschule des Bundes in Brühl aus und danach in der Fachhochschule im BKA in Wiesbaden. Die Ausbildung des höheren Dienstes erfolgt wie bei den Ländern in Münster, derzeit werden jedoch kaum Einstellungen für den höheren Dienst vorgenommen. Eine Ausbildung im mittleren Dienst findet nicht statt.

#### Polizei beim Deutschen Bundestag
Bei der Polizei beim Deutschen Bundestag erfolgt keine Ausbildung. Die Stellen werden mit bereits ausgebildeten Beamten des Bundes und der Länder besetzt.

### Fächerkanon
- Polizei- und Ordnungsrecht
- Strafrecht und Nebenstrafrecht
- Strafprozessrecht
- Ordnungswidrigkeitenrecht
- Zivilrecht
- Ausländerrecht
- Waffenrecht
- Recht des öffentlichen Dienstes
- Straßenverkehrsrecht
- Führungs- und Einsatzlehre (FEL; nur gPVD, hPVD, Führungslehre in Baden-Württemberg und bei der Bundespolizei auch im mPVD)
- Psychologie (nur gPVD, hPVD, in Baden-Württemberg, Sachsen[4] und bei der Bundespolizei auch im mPVD)
- Praxis und Polizeispezifika
  - Polizeidienstkunde (inkl. Verkehrsunfallaufnahmen, Geschwindigkeitsüberwachung, Anzeigensachbearbeitung)
  - Managementlehre
  - Kriminalistik
  - Kriminologie
  - Kriminaltechnik
  - Selbstverteidigung (Ju-Jutsu, 5./4./3. Kyu-Grad)
  - Polizeiliches Einsatzausbildung (z. B. Festnahme- und Durchsuchungstechniken)
  - Kommunikation und Konfliktbewältigung
  - EDV
  - Berufsethik
  - Pädagogik (nur gPVD, hPVD)
  - Waffen- und Schießausbildung (WSA)
- Englisch, in manchen Ländern alternativ auch Französisch
- teilweise Maschinenschreiben
- Sport in der Regel Erwerb des Rettungsschwimmabzeichen in Bronze
- Praktika bei Polizeidienststellen

Zusatzausbildungen (in der Regel erst nach der Anstellung):
- Diensthundewesen: Diensthundführer
- Reiterstaffel: Polizeireiter
- Technische Einsatzeinheiten: Polizeikraftfahrer, Polizeitaucher
- Alpiner Einsatz: Mitglied der alpinen Einsatzgruppe, Polizeibergführer
- Sanitätsdienst: Polizeisanitäter, Polizeiarzt
- Fliegerischer Dienst: Bordwart, Hubschrauberführer (Pilot)
- Wasserschutzpolizei und Küstenwache: verschiedene nautische Befähigungszeugnisse

An der Fachhochschule Villingen-Schwenningen – Hochschule für Polizei in Villingen-Schwenningen kann man weder promovieren noch habilitieren. Die Aufnahme des Studiums ist hier – ausnahmsweise – auch ohne Hochschulreife möglich. Die Bewerbung für den Studienplatz und die Einschreibung ist nur über die Polizeien möglich. Es ist kein Studienfach für polizeifremde Studierende.

### Aufstieg innerhalb der Laufbahn
PVB werden nach Eignung und Befähigung befördert. Außer Beförderungen besteht die Möglichkeit, sich zu spezialisieren (z. B. Einsatzzentrale) oder innerhalb des Wach- und Streifendienstes die Funktion des Streifenführers, Einweisungsbeamten oder Vertreter des Dienstgruppenleiters zu übernehmen.

## Berufsvertretung
PVB in Deutschland haben das Recht, sich gewerkschaftlich zu organisieren. PVB werden in folgenden Gewerkschaften vertreten: BGS-Verband (bgv), Deutsche Polizeigewerkschaft im dbb (DPolG), Gewerkschaft der Polizei (GdP) und Bund Deutscher Kriminalbeamter (BDK). Die GdP gehört zum Deutschen Gewerkschaftsbund. Die DPolG gehört zum Deutschen Beamtenbund (dbb). Der BDK ist ohne Dachverband.

## Kritik
PVB sind in erster Linie Verwaltungsbeamte mit Außendienst. Allerdings ziehen selbst kleine Einsätze verwaltungsmäßige Folgetätigkeiten nach sich, z. B. Berichts- und Verständigungspflichten, Anzeigensachbearbeitung und die zeitnahe Einstellung von Daten in verschiedenste Dateien. Kritiker bemängeln, dass der Aufwand für diese Folgetätigkeiten immer höher wird und dass so immer mehr Personal mit Verwaltungsangelegenheiten statt mit echter Polizeiarbeit gebunden wird.
Weiter wird bemängelt, dass Sparmaßnahmen dazu führen, dass PVB für weniger Geld immer mehr arbeiten müssen (Stellenabbau) und dass die Technik teilweise veraltet ist (z. B. Analogfunk, Informationstechnik). Hinzu komme, dass die Polizei angesichts neuer Bedrohungslagen (Terrorismus) und Entwicklungen (Blitzeinbrüche, Osteuropa-Öffnung) mehr statt weniger Zuwendungen bekommen sollte. So sei die Wertigkeit der Polizei in der Politik klar erkennbar. Die deutsche Polizei sei zwar modern, aber lange nicht optimal ausgestattet.

## Sonstiges
Polizeivollzugsbeamte sind Repräsentanten des Staates und vollziehen dessen Gesetze. Sie stehen aufgrund ihrer gesellschaftlich herausgehobenen Stellung immer unter Beobachtung. Während in vielen anderen Berufen oft eine detaillierte Auseinandersetzung über einen Fall möglich ist, so sind die Beamten vor Ort oft gezwungen, schwerwiegende Entscheidungen mit Eingriffscharakter innerhalb von Sekunden zu treffen. Dies erfordert in brenzligen Situationen eine enorme geistige Flexibilität und Auffassungsgabe. Für die Entscheidung müssen auch Rechtskenntnisse vorhanden sein, die ad hoc abrufbar sein müssen (sog. „Straßenwissen“). Daneben ist auch Menschenkenntnis sowie ein kommunikativ ausgerichtetes Verhalten notwendig, soweit dies Resonanz findet.
Sie decken eine Vielzahl von Tätigkeiten anderer Berufe, z. B. Verwaltungsbeamter, Sozialarbeiter, Konfliktlöser, „Rausschmeißer“, Funker, Berufskraftfahrer usw. ab. Oft werden Polizeivollzugsbeamte Ziel von Aggressionen, siehe Gewalt gegen Polizisten.
Unregelmäßig werden Schulungen im Einsatzverhalten sowie Schießausbildung durchgeführt. In begrenztem Umfang werden auch Weiterbildungsangebote zu speziellen Themen durchgeführt, v. a. bei Funktionswechseln. Es werden verschiedene Orden und Ehrenzeichen verliehen, z. B. das Europäische Polizei-Leistungsabzeichen, die Lebensrettermedaille und verschiedene UN-Abzeichen.
Innerhalb der Bayerischen Polizei sind die Polizeivollzugsbeamten des mittleren Dienstes nach bestandener Laufbahnprüfung berechtigt, die Berufsbezeichnung Verwaltungsfachwirtin-Polizei oder Verwaltungsfachwirt-Polizei zu führen.

## Der Ausdruck „Bulle“
Im 18. Jahrhundert wurden Landjäger, Vorgänger der modernen Polizisten, Landpuller oder Bohler genannt. Diese Wörter entlehnen ihren Stamm aus dem niederländischen bol, das „Kopf“ oder „kluger Mensch“ bedeutet. Daraus entwickelte sich das Wort Bulle, gemeint ist also eigentlich ein intelligenter Mensch. Ein anderer Erklärungsansatz ist die mundartliche Konsonantenschwächung und o/u-Zusammenfall. Polizist/Polizei wird über Pole (z. B. „Polente“) oder Puhler (rotwelsch für Polizist) lautgleich mit Bulle und setzt sich dann aufgrund der naheliegenden Assoziationen allgemein durch.
Wann dieser Ausdruck erstmals als Beleidigung verstanden wurde, ist ungeklärt. Im Jahr 1965 stufte das Amtsgericht Bonn den Begriff „Bulle“ erstmals als Beleidigung ein und verhängte eine Geldstrafe von 50 DM. Was als beleidigend empfunden wird, unterliegt einem zeitlichen Wandel. Nach einem Urteil des Landgerichts Regensburg vom 6. Oktober 2005, Az.: 3 Ns 134 Js 97458/04 stellen mundartliche Bezeichnung von Polizeibeamten als „Bullen“ keine Beleidigung dar.
Seit 1975 verleiht der Bund Deutscher Kriminalbeamter jährlich den Bullen-Orden (Bul le Mérite) für Verdienste um die Innere Sicherheit. Im normalen Sprachgebrauch wird das Wort „Bulle“ in Deutschland mittlerweile als Synonym (bspw. TV-Serie Der Bulle von Tölz) für den Polizeibeamten gebraucht, so dass man nicht in jedem Fall von einer Beleidigung ausgehen kann. Etwas anderes ist es, wenn man z. B. vom „Bullenschwein“ spricht. Letztendlich ist es entscheidend, in welchem Zusammenhang der Begriff verwendet wird.